# Ілба
Ілба (рум. Ilba) — село у повіті Марамуреш в Румунії. Входить до складу комуни Чикирлеу.
Село розташоване на відстані 420 км на північний захід від Бухареста, 17 км на захід від Бая-Маре, 105 км на північ від Клуж-Напоки.

## Населення
За даними перепису населення 2002 року у селі проживали 1412 осіб.
Національний склад населення села:
| Національність | Кількість осіб | Відсоток |
| -------------- | -------------- | -------- |
| румуни         | 1351           | 95,7%    |
| угорці         | 57             | 4,0%     |

Рідною мовою назвали:
| Мова      | Кількість осіб | Відсоток |
| --------- | -------------- | -------- |
| румунська | 1353           | 95,8%    |
| угорська  | 55             | 3,9%     |